# Palestine aux Jeux olympiques d'été de 2012
 (septembre 2012).
Si vous disposez d'ouvrages ou d'articles de référence ou si vous connaissez des sites web de qualité traitant du thème abordé ici, merci de compléter l'article en donnant les références utiles à sa vérifiabilité et en les liant à la section « Notes et références ».
La Palestine participe aux Jeux olympiques d'été de 2012 à Londres. Il s'agit de sa 5e participation à des Jeux olympiques d'été. 

## Athlétisme
| Hommes - 400 m: Bahaa Al Farra | Femmes - 800 m: Woroud Sawalha |

## Judo
| Athlète           | Compétition     | 1/32 de finale      | 1/16 de finale           | 1/8 de finale       | Quarts de finale    | Demi-finales        | Repêchage 1         | Repêchage 2         | Finale              | Finale |
| Athlète           | Compétition     | Adversaire Résultat | Adversaire Résultat      | Adversaire Résultat | Adversaire Résultat | Adversaire Résultat | Adversaire Résultat | Adversaire Résultat | Adversaire Résultat | Rang   |
| ----------------- | --------------- | ------------------- | ------------------------ | ------------------- | ------------------- | ------------------- | ------------------- | ------------------- | ------------------- | ------ |
| Maher Abu Remeleh | 66-73 kg hommes |                     | Dirk Van Tichelt défaite |                     |                     |                     |                     |                     |                     |        |

## Natation
- Ahmed Gebrel 400m nage libre[3]
- Sabine Hazboun 50m nage libre[4]